# Giorgio Gualerzi
Giorgio Gualerzi (Torino, 7 dicembre 1930 – Torino, 20 luglio 2016) è stato un giornalista, critico musicale e saggista italiano.

## Biografia
Critico musicale di Famiglia Cristiana, ha scritto diversi saggi sulla musica lirica, su cantanti e sul teatro d'opera in Italia. Negli anni Sessanta ha anche collaborato con il mensile specializzato britannico Opera. Secondo Bruno Gambarotta era "il nostro massimo storico della vocalità".

## Opere
- Cinquant'anni di opera lirica alla RAI (1931-1980), RAI-ERI, 1990
- Momenti di gloria. Il teatro Regio di Torino (1740-1936), D. Piazza, 1990
- con Benedetto Patera e Sara Patera, Il Teatro Massimo di Palermo: cento anni attraverso le stagioni liriche e gli artisti, Théatron